# بابی (خواننده رپ)
کیم جی-وون (کره‌ای: 김지원؛ زادهٔ ۲۱ دسامبر ۱۹۹۵) که با نام هنری بابی (کره‌ای: 바비؛ انگلیسی: Bobby) شناخته می‌شود، رپر، خواننده-ترانه‌سرای اهل کره جنوبی و یکی از اعضای گروه پسرانهٔ آیکون زیر نظر وای‌جی انترتینمنت است. در سال ۲۰۱۶ او به همراه مینو یک گروه دونفره به نام ام‌اوبی‌بی تشکیل دادند. او بیشتر به خاطر قرار گرفتن در جایگاه یکم برنامهٔ واقع‌نمای شبکهٔ ام‌نت، شو می د مانی ۳، شناخته می‌شود.

## اوایل زندگی
کیم جی-وون زادهٔ ۲۱ دسامبر ۱۹۹۵ در سئول، کره جنوبی است. در سال ۲۰۰۵، خانواده‌اش به فرفکس، ویرجینیا، ایالات متحده آمریکا نقل مکان کردند.

## زندگی شخصی
در ۲۰ اوت ۲۰۲۱، بابی از طریق اینستاگرام خود، مراسم ازدواج خود را با نامزدش، که در سپتامبر منتظر اولین فرزندشان هستند، اعلام کرد. در سپتامبر ۲۰۲۱، کمپانی وای‌جی اعلام کرد که نامزد بابی یک پسر به دنیا آورده‌است.

## ترانه‌شناسی

### آلبوم‌های استودیویی
| عنوان        | جزئیات                                                                          | موقعیت جدول | موقعیت جدول | موقعیت جدول | موقعیت جدول | موقعیت جدول | فروش                              |
| عنوان        | جزئیات                                                                          | کره جنوبی   | اف‌آراِی      | ژاپن        | تی‌دبلیو     | یواِس ورلد   | فروش                              |
| ------------ | ------------------------------------------------------------------------------- | ----------- | ----------- | ----------- | ----------- | ----------- | --------------------------------- |
| عشق و سقوط   | - انتشار: ۱۴ سپتامبر ۲۰۱۷ - ناشر: وای‌جی انترتینمنت - قالب: سی‌دی، دانلود دیجیتال | ۴           | ۱۱۳         | ۳۹          | ۷           | ۲           | - کره جنوبی: ۳۹٬۰۶۸ - ژاپن: ۱٬۵۳۵ |
| مرد خوش شانس | - انتشار: ۲۵ ژانویه ۲۰۲۱ - ناشر: وای‌جی انترتینمنت - قالب: سی‌دی، دانلود دیجیتال  | ۴           | —           | —           | —           | —           | - کره جنوبی: ۵۴٬۲۲۱               |

### آلبوم‌های همکاری
| عنوان                 | جزئیات                                                                                     | بالاترین موقعیت جدول | بالاترین موقعیت جدول | بالاترین موقعیت جدول | بالاترین موقعیت جدول | بالاترین موقعیت جدول | فروش                               |
| عنوان                 | جزئیات                                                                                     | کره جنوبی            | ژاپن                 | یواِس هیت             | یواِس رپ              | یواِس ورلد            | فروش                               |
| --------------------- | ------------------------------------------------------------------------------------------ | -------------------- | -------------------- | -------------------- | -------------------- | -------------------- | ---------------------------------- |
| ام‌اوبی‌بی (همراه مینو) | - انتشار: ۸ سپتامبر ۲۰۱۶ - ناشر: وای‌جی انترتینمنت، وای‌جی‌ئی‌اکس - قالب: سی‌دی، دانلود دیجیتال | ۲                    | ۷                    | ۷                    | ۲۰                   | ۱                    | - کره جنوبی: ۳۱٬۷۴۴ - ژاپن: ۱۴٬۸۵۵ |